# Luh-iszszan
Luh-iszszan (przełom XXIV/XXIII w. p.n.e.) – król elamicki, rządzący z Awan, ósmy władca z domu Peli, syn (lub ojciec?) Hiszip-raszini. Znany jest z elamickich inskrypcji i źródeł akadyjskich. Według inskrypcji akadyjskich Sargon Wielki w ostatniej dekadzie swojego panowania najechał i złupił państwo Luh-iszszana, pozostawiając go na tronie w charakterze swojego wasala. Przypuszczalnie krótko potem Luh-iszszan zmarł, a na tronie elamickim zastąpił go jego syn Hiszep-ratep.